# Schlitz
Schlitz is een gemeente in de Duitse deelstaat Hessen, gelegen in de Vogelsbergkreis. De stad telt 9.666 inwoners.

## Geografie
Schlitz heeft een oppervlakte van 142,09 km² en ligt in het centrum van Duitsland, iets ten westen van het geografisch middelpunt.

## Plaatsen in de gemeente
Bernshausen, Fraurombach, Hartershausen, Hemmen, Hutzdorf, Nieder-Stoll, Ober-Wegfurth, Pfordt, Queck, Rimbach, Sandlofs, Stadtgebiet Schlitz, Üllershausen, Ützhausen, Unter-Schwarz, Unter-Wegfurth und Willofs.
Alsfeld ·
Antrifttal ·
Feldatal ·
Freiensteinau ·
Gemünden (Felda) ·
Grebenau ·
Grebenhain ·
Herbstein ·
Homberg (Ohm) ·
Kirtorf ·
Lauterbach (Hessen) ·
Lautertal (Vogelsberg) ·
Mücke ·
Romrod ·
Schlitz ·
Schotten ·
Schwalmtal ·
Ulrichstein ·
Wartenberg